# Scènes de la forêt de Bonis
Pour l’article homonyme, voir Scènes de la forêt.
Les Scènes de la forêt, op. 123, est une suite pour musique de chambre de la compositrice Mel Bonis, datant de 1904.

## Composition
Mel Bonis compose ses Scènes de la forêt pour flûte, cor et piano avant 1927. L'œuvre est dédiée à Norman Gifford. Il existe deux manuscrits, l'un étant un brouillon intitulé « Suite pour cor, violon et harpe chromatique » et qui comprend les trois premiers mouvements, l'autre est le manuscrit portant le titre de l'œuvre avec les quatre mouvements. La pièce est publiée à titre posthume chez Marcus Schmitt en 2001 dans une version pour flûte, alto et harpe, puis rééditée aux éditions Kossack la même année dans sa version originale et dans la version pour flûte, cor et harpe.

## Structure
L'œuvre est composée de quatre mouvements :
1. Nocturne
2. À l'aube
3. Invocation
4. Pour Artémis

## Analyse
L'œuvre fait partie des pièces de caractère composées par Mel Bonis, avec un titre suggestif autant pour l'ensemble que pour les différents mouvements. Le premier mouvement devait être, à l'origine, intitulé Prélude, mais a été rectifié par la compositrice pour être appelé Nocturne. De même, le deuxième mouvement s'est successivement appelé La Source et Sous-bois puis Frais murmure et Sous la feuillée avant d'être sobrement intitulé À l'aube. Le titre de Nocturne du troisième mouvement est biffé par la compositrice pour être remplacé par le terme d'Invocation. Le final, d'abord appelé La Chasse sera enfin appelé d'après la divinité chasseresse Artémis. Le titre de Scène de la forêt permet à l'autrice de l'œuvre de varier les titres, plutôt que de réemployer le terme de Suite, bien qu'elle en soit bien une, et de souligner le climat sylvestre.

## Réception
La compositrice a gagné un concours en 1904, organisée par la Société des compositeurs de musique, avec une œuvre pour harpe chromatique et deux instruments à vent. Il s'agirait de la première version des Scènes de la forêt qui sera remaniée en 1927,. L'œuvre est discutée par la critique, notamment de la part d'Auguste Sérieyx, dans le Courrier musical. Il en ressort que la compositrice, pour la première fois, se conforme aux tendances de son temps,. La critique en parle cependant comme d'une pièce « tout en couleur ou même de nuance, présent[ant] des « impressions » charmantes », ou encore d'une « ingénuité qui ne manque ni de fraîcheur ni de grâce ». C'est Charles Cornet qui, dans le Guide musical, se montre le plus prolixe à propos de cette Suite. Ce seraient ces avis majoritairement négatifs qui auraient poussé la compositrice à retravailler la Suite pour piano, flûte et cor et en faire les Scènes de la forêt.

## Sources
- Étienne Jardin, Mel Bonis (1858-1937) : parcours d'une compositrice de la Belle Époque, 2020 (ISBN 978-2-330-13313-9 et 2-330-13313-8, OCLC 1153996478, lire en ligne)